# El Alba
El Alba va ser un ateneu reusenc fundat el 1862 i que existí fins al 1908.
El mes de maig de 1862, actuant de president interí Pere Martí i Josep Anguera de secretari, es va aprovar pels socis el reglament de l'entitat. A primers de juny l'aprovava el governador civil. El Reglament de la societat deia que el seu principal objectiu era fomentar la instrucció primària, a més d'establir altres ensenyances. Volia facilitar la lectura de llibres i periòdics i "el recreo que proporcionen los juegos legales". Es declarava apolítica i prohibia els debats polítics i religiosos als seus locals. Per a ser soci s'havien de tenir 18 anys i bons costums morals. Va fer públic que a la societat, per tal d'augmentar la instrucció, s'hi instal·laria una escola on s'ensenyaria a llegir, escriure, aritmètica, gramàtica i dibuix lineal. Entre les diversions de l'entitat hi havia els balls i els jocs permesos per la llei. Situats precàriament en unes golfes, el 1863 es va instal·lar a cal Carei, a la plaça del Baluard de Reus, on s'oferí el dia de la inauguració un refresc durant el ball i on hi assistiren les autoritats locals i els presidents d'altres entitats. La casa feia cantonada i tenia balcons al raval de Robuster i de Jesús.
El maig de 1866 es va celebrar una reunió de socis per obrir una càtedra de declamació. Tal com va passar amb altres entitats reusenques El Alba va ser clausurada pel govern el 1867 i no va reobrir fins al març de 1868. Va reprendre immediatament les classes, les vetllades literàries, la música i els balls. L'octubre de 1868, a conseqüència de la Revolució, la Junta Revolucionària de la ciutat va invitar tots els ciutadans honrats a formar part de la Milícia Nacional. Els socis de El Alba, en una assemblea, van acordar allistar una companyia de milicians entre els membres de la societat. L'entitat va col·laborar en els Certàmens del Centre de Lectura el 1878, 1883 i 1892. El 1880 es va instal·lar al raval de Robuster i el 1887 va inaugurar amb un ball el seu nou estatge social a l'Hospital vell. El 1888, quan Joaquim Borràs era president, es va aprovar un reglament nou, on es posicionava cap a l'ensenyament i cap a l'ús de la biblioteca i instituïa tres balls durant l'any en els seus estatuts. El 1897 la societat va patir una escissió que esclatà en una tensa reunió general a primers del mes de juny, i que va portar a la sortida d'un sector de la joventut més radicalitzat i vinculat al Grup modernista. Aquest grup va fundar aquell mateix mes la Societat La Palma. El 1898 tenia un grup teatral molt actiu, que representava obres d'autors locals, com ara Pau Borrell, i d'autors barcelonins, i el 1908 va acollir l'Orfeó Reusenc que s'havia separat aquell any del Centre de Lectura. El mateix 1908 es va fusionar amb la societat "El Brinco" convertint-se en "Sociedad Alba-Brinco", dedicada exclusivament a temes recreatius.